# Kovács Éva Orsolya
Kovács Éva Orsolya (Nyírcsaholy, 1938. május 1. – Békéscsaba, 2017. május 23.) magyar keramikusművész.

## Életrajza
Szülei pedagógusok voltak. A hat testvér között ő volt az egyedüli leány. Gimnáziumi éveit Debrecenben töltötte. Eleinte orvosnak készült, boncolásra is bejárt az egyetemre. Művészi hajlama hamar nyilvánvalóvá vált önmaga és környezete számára. Érettségi után jelentkezett az iparművészeti főiskolára, ahová elsőre felvételt nyert. Szobrász vagy üvegtervező szeretett volna lenni, ám miután megismerte a kerámiát, emellett döntött.
Tanárai Csekovszky Árpád és Borsos Miklós voltak.
A diploma megszerzése (1962) után a kispesti Porcellán-Kőedény és Kályhagyárban, amely „GRANIT” márkajelzésű termékeiről volt ismert, helyezkedett el mint ipari fomatervező. Ettől azonban néhány év alatt elvették a kedvét. 1966-ban úgy döntött, otthagyja a gránitgyárat, önálló alkotóművész lesz. Több mint tíz éven át készítette kis szériás edénykészleteit. Formákkal, anyagokkal, mázakkal kísérletezett. Munkáit a Képcsarnok Vállalat és az Idea Iparművészeti Vállalat forgalmazta. Idősebb éveiben egyre kevesebb felkérést vállalt, mindennapjait derűs visszavonultságban élte. Rövid betegség után, 2017 májusában hunyt el.

## „Csillagszemű kerámiafigurák”
1979-ben valósággal berobbant a köztudatba figurális kerámiáival, melyek országos, sőt nemzetközi ismertséget és páratlan népszerűséget hoztak számára. A művészetszeretők egymás után vásárolták meg újabbnál újabb alkotásait, melyeket alapvetően a matt fehér máz, helyenként finom kék, barna és rózsaszín máz alatti festés díszít.
Sokat és szorgalmasan dolgozik. Közel két évtizeden át nem volt olyan hónap, amikor valahol ne nyílt volna kiállítása. Ez mindannyiszor új kollekció elkészítését jelentette, hiszen alkotásai egytől-egyig vevőre találtak.
Talán szakmai irigység is belejátszik abba, hogy egész pályáját elkerülték a „hivatalos” kitüntetések, díjak. Nincs Kossuth-díja, de még egy Munkácsy-díjat sem kapott soha. Televízió, rádió csak elvétve foglalkozik vele. Ő ezen csak mosolyog, számára mindennél többet jelent, hogy gyakorlatilag az egész ország ismeri és szereti.

## Kiállításai

### Egyéni kiállítások
- 1970 • Gulácsy Terem, Szeged
- 1978 • Munkácsy Terem, Békéscsaba
- 1980 • Helytörténeti Gyűjtemény, Gödöllő
  - Pataky Művelődési Központ, Budapest
  - Művelődési Ház, Ózd
- 1981 • Munkácsy Terem, Békéscsaba
  - Móra Ferenc Múzeum, Szeged
  - Collegium Hungaricum, Bécs
  - Blaskovich Múzeum, Tápiószele
  - Debreceni Egyetem, Debrecen
- 1982 • BM Művelődési Ház
  - Derkovits Terem, Budapest
  - Művelődési Központ, Szentes
  - Művelődési Központ, Nyíregyháza
  - Művelődési Központ, Eger
  - Tátra Galéria, Bern
  - Művelődési Központ, Jászberény
- 1983 • Művelődési Ház, Tiszalúc
  - Mini Galéria, Miskolc
  - Iskola Galéria, Csepel
  - Kisgaléria, Hajdúszoboszló
  - Művelődési Központ, Szentendre
  - Művelődési Központ, Dabas
- 1984 • Taide Art, Helsinki
  - Megyei Művelődési Központ, Szekszárd
  - Munkásművelődési Központ, Dunaújváros
  - Megyei Művelődési Központ, Miskolc
- 1985 • Vármúzeum, Simontornya
  - Művelődési Ház, Tiszalúc
  - Vár, Veszprém
  - Művelődési Központ, Dunakeszi
  - Munkácsy Terem, Békéscsaba
  - Ifjúsági Ház, Pécs
- 1986 • Medgyessy Terem, Debrecen
  - Nevelési Központ, Kecel
- 1989 • Csók Galéria, Budapest (kat.)
- 1994 • Ericsson Galéria, Budapest
  - Gábor Galéria, Debrecen
  - Lord Major G.
  - Karolina Galéria
- 1995 • Műhely Galéria, Pécs
- 1996 • Börzsöny Múzeum, Szob
- 1997 • Labor Galéria, Baja
- 1998 • Gorka Múzeum, Verőce

### Válogatott csoportos kiállítások
- 1968 • I. Országos Kerámia Biennálé, Pécs
- 1972 • III. Országos Kerámia Biennálé, Pécs
  - Edénykultúra, Műcsarnok, Budapest
  - Kerámia Szimpozion, Siklós
- 1973 • Iparművészeti Világkiállítás, Toronto
- 1978 • V. Országos Kerámia Biennálé, Pécs
- 1983 • Nemzetközi Kerámia Verseny, Gualdo Tadino (Olaszország)
- 1984 • Nemzetközi Kerámiaszimpozion, Römhild (NDK)
- 1986 • F. A. Grue per la Ceramica, Castelli (Olaszország)
- 1986, 1990 • I., II. Pest Megyei Iparművészeti Tárlat, Szentendrei Képtár, Szentendre